# Оккас, Яннис
Янна́кис 'Я́ннис' Окка́с (греч. Γιαννάκης 'Γιάννης' Οκκάς; род. 11 февраля 1977[…], Ларнака) — кипрский футболист, нападающий.

## Биография

### Клубная карьера
Начал свою карьеру в клубе «Неа Саламина Фамагуста». В 1997 перешёл в «Анортосис». Был одним из лидеров, забивал более 10 голов за сезон. В 1998, 1999, 2000 выигрывал чемпионат Кипра, в 1998 Кубок Кипра. В возрасте 23 лет переехал в Грецию где подписал контракт с ПАОКом. В своём первом сезоне выиграл Кубок Греции. В сезоне 2001/02 и 2002/03 был лучшим бомбардиром команды. В 2003 году он выиграл свой второй Кубок Греции.
Летом 2003 он перешёл в АЕК. Но не был игроком основы, забив всего 5 мячей. Через год он покинул клуб после того как вмешалось УЕФА, из-за не выплаченной зарплаты. В августе 2004 подписал контракт с «Олимпиакосом». В первом сезоне был резервистом пары Джованни — Ривалдо.
В июле 2007 Оккас был близок к переходу в клуб «Блэкберн Роверс». Но в итоге подписал годичный контракт с клубом «Сельта». В июле 2008 года подписал четырёхлетний контракт с «Омонией».

### Карьера в сборной
В возрасте 19 лет впервые вызывался в главную сборную Кипра. В отборочном турнире на чемпионат мира 2002 года забил три гола. На отборе на чемпионат Европы 2004 забил гол сборной Франции, Кипр тогда выиграл (1:2), одна из самых значимых побед сборной. Капитан команды. Сыграл больше восьмидесяти игр и забил больше двадцати мячей за сборную.

## Статистика
| Сезон   | Клуб                   | Лига       | Матчи | Голы |
| ------- | ---------------------- | ---------- | ----- | ---- |
| 1993/94 | Неа Саламина Фамагуста | 1 Дивизион | 2     | 1    |
| 1994/95 | Неа Саламина Фамагуста | 1 Дивизион | 14    | 2    |
| 1995/96 | Неа Саламина Фамагуста | 1 Дивизион | 12    | 3    |
| 1996/97 | Неа Саламина Фамагуста | 1 Дивизион | 25    | 10   |
| 1997/98 | Анортосис              | 1 Дивизион | 25    | 14   |
| 1998/99 | Анортосис              | 1 Дивизион | 25    | 15   |
| 1999/00 | Анортосис              | 1 Дивизион | 22    | 12   |
| 2000/01 | ПАОК                   | Суперлига  | 26    | 7    |
| 2001/02 | ПАОК                   | Суперлига  | 25    | 10   |
| 2001/03 | ПАОК                   | Суперлига  | 29    | 11   |
| 2003/04 | АЕК                    | Суперлига  | 24    | 5    |
| 2004/05 | Олимпиакос             | Суперлига  | 25    | 5    |
| 2005/06 | Олимпиакос             | Суперлига  | 27    | 7    |
| 2006/07 | Олимпиакос             | Суперлига  | 25    | 3    |
| 2007/08 | Сельта                 | Сегунда    | 24    | 6    |
| 2008/09 | Омония                 | 1 Дивизион |       |      |